# Koene Dirk Parmentier

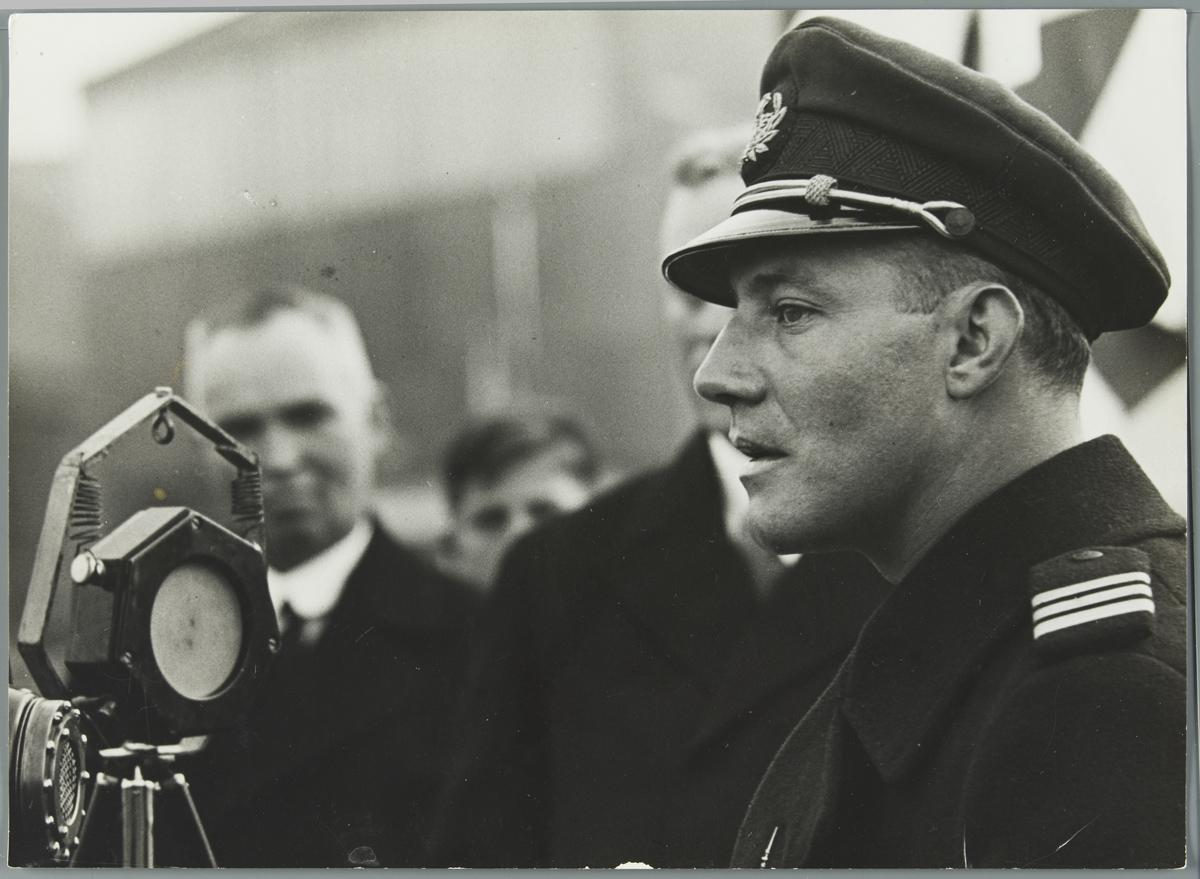
K.D. Parmentier

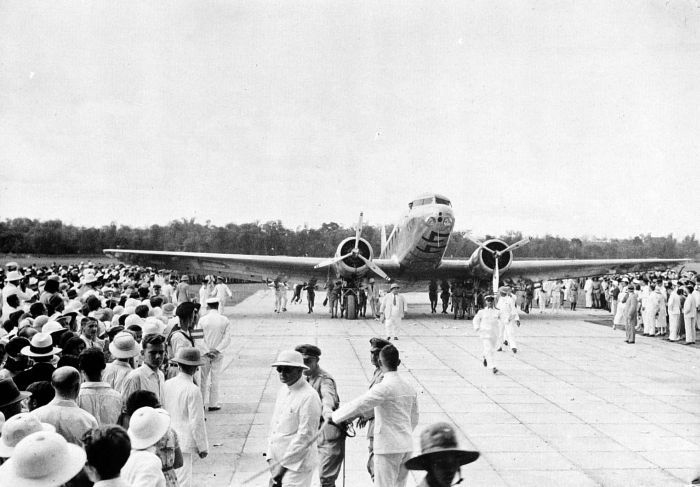
Parmentiers Douglas DC-2 „Uiver“ am 7. November 1934 in Surabaya

Koene Dirk Parmentier (* 27. September 1904 in Amsterdam, Niederlande; † 21. Oktober 1948 Tarbolton, Ayrshire (Schottland)) war ein niederländischer Luftfahrtpionier. Er war Chefpilot bei KLM und eng mit dem Gründer und langjährigen Geschäftsführer der Fluggesellschaft Albert Plesman befreundet. Bekannt wurde er durch seinen Erfolg beim MacRobertson Luftrennen von 1934.
Parmentier arbeitete zwischen 1920 und 1924 bei Fokker und erwarb 1927 während seines Militärdienstes die Fluglizenz. 1929 wurde er Pilot bei der KLM.
1934 erhielt Parmentier die Ehre, die KLM beim MacRobertson Luftrennen vom englischen Mildenhall (Suffolk) nach Melbourne, Australien als Kapitän der Douglas DC-2 „Uiver“ zu vertreten. Zu seiner Crew gehörten Jan Moll (Copilot), Bouwe Prins (Bordingenieur) und Cor van Brugge (Funker). Das mit Passagieren, Fracht und Post beladene Passagierflugzeug flog auf den zweiten Platz, die DC-2 setzte sich damit gegen Rennflugzeuge und leicht beladene Transporter durch und unterlag nur einer speziell für das Rennen konstruierten De Havilland DH.88 Comet. Parmentier überließ diesen zweiten Platz jedoch der drittplatzierten Boeing 247 von Roscoe Turner (siehe Artikel zum Luftrennen). Die DC-2 holte hingegen den Sieg in der Handicap-Wertung, die auf Grund einer Rechnung von beförderter Nutzlast und Flugzeit errechnet wurde. Parmentier und seine Crew wurden bei der Rückkehr als Nationalhelden gefeiert. Seine Erinnerungen an dieses Rennen veröffentlichte er in dem Buch In drie dagen naar Australie (In drei Tagen nach Australien).
Als  die deutsche Wehrmacht 1940 die Niederlande überfiel, gehörte Parmentier zu dem Teil des KLM-Personals, welches nach England flüchten konnte. Er flog die DC-3 PH-ARZ „Zilverreiger“ nach England und trug zur Organisation des Flugbetriebs von England nach Lissabon und Gibraltar bei, welcher an die Kriegs-KLM abgegeben wurde. Parmentier erhielt dafür nach dem Krieg einen Orden.
1945 wurde Parmentier Chefpilot der KLM und später Leiter des Flugbetriebs. Diese Arbeit konnte er jedoch nur kurze Zeit ausführen.
Am 20. Oktober 1948 gegen 23:30 Uhr flog Parmentier mit einer Lockheed Constellation (Luftfahrzeugkennzeichen PH-TEN) der KLM mit 40 Insassen nach einem abgebrochenen Landeversuch auf den Flughafen Glasgow-Prestwick gegen eine im Nebel liegende Hochspannungsleitung. Er selbst gehörte zu den sechs Personen, die den Absturz der Maschine zunächst überlebten, später jedoch in den Krankenhäusern, in die sie gebracht worden waren, ihren Verletzungen erlagen.
| Personendaten    | Personendaten                     |
| ---------------- | --------------------------------- |
| NAME             | Parmentier, Koene Dirk            |
| KURZBESCHREIBUNG | niederländischer Luftfahrtpionier |
| GEBURTSDATUM     | 27. September 1904                |
| GEBURTSORT       | Amsterdam, Niederlande            |
| STERBEDATUM      | 21. Oktober 1948                  |
| STERBEORT        | Tarbolton, Schottland             |